# Mädchen-Kiefer

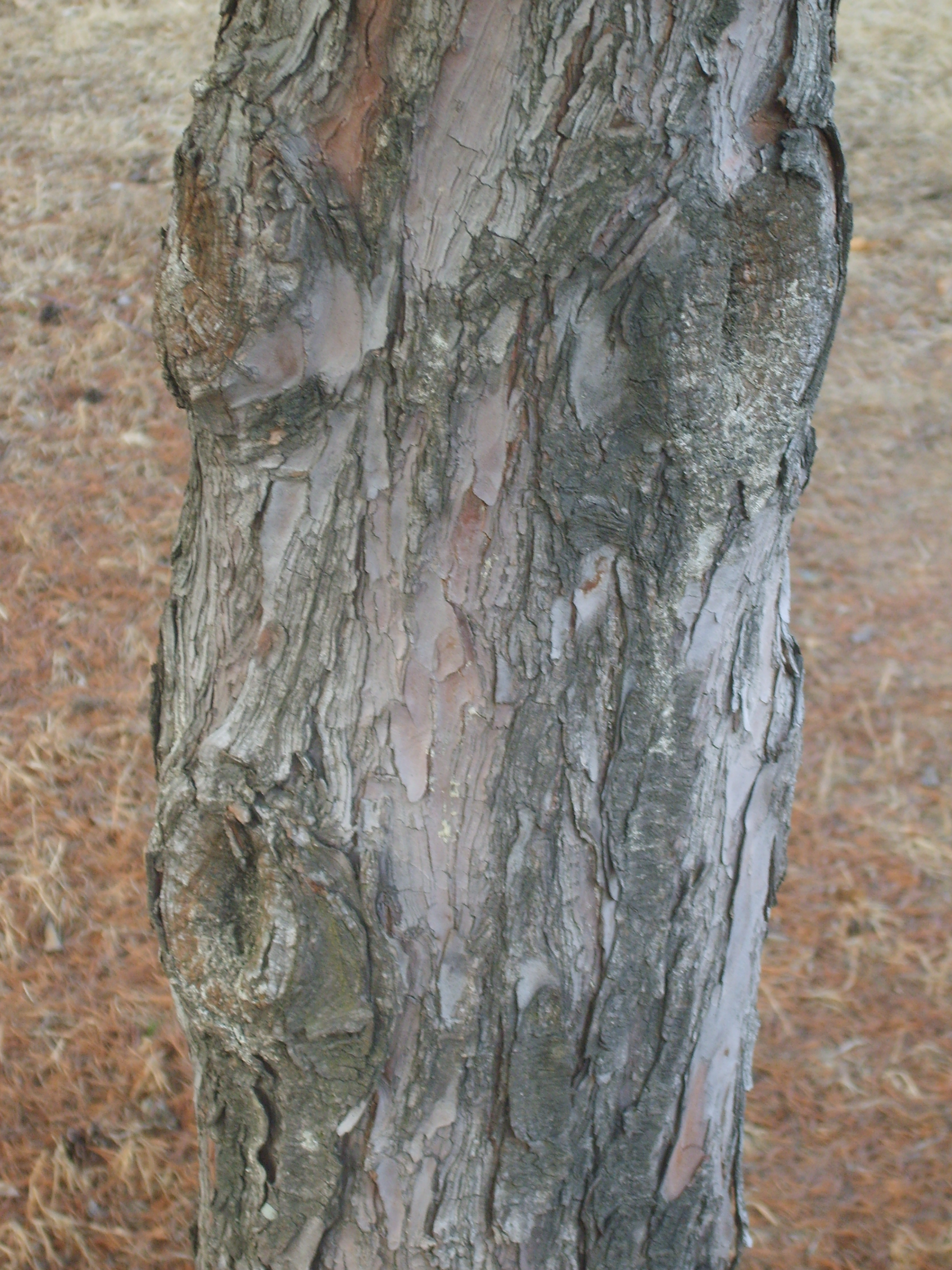
Rinde

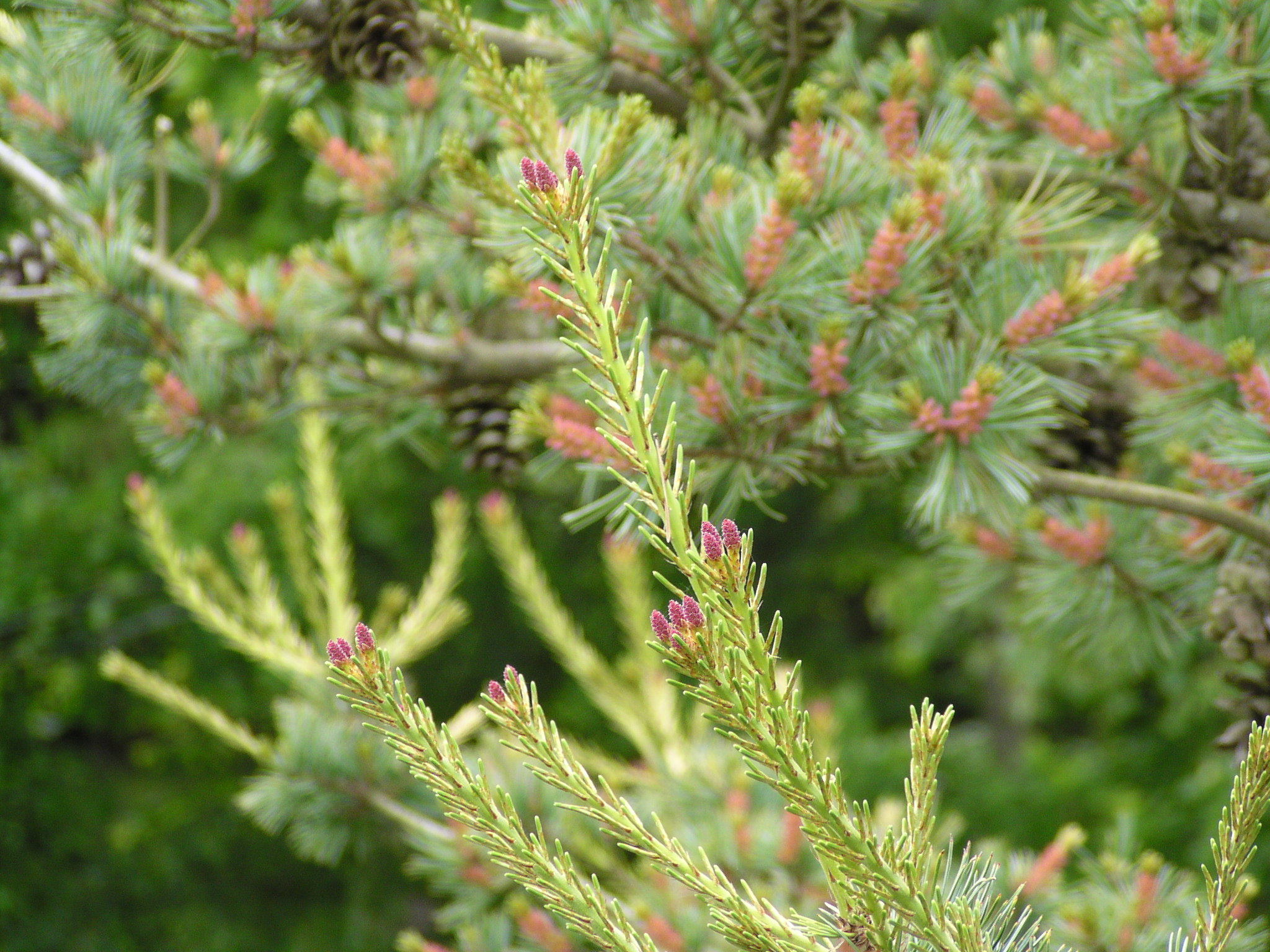
Blüten

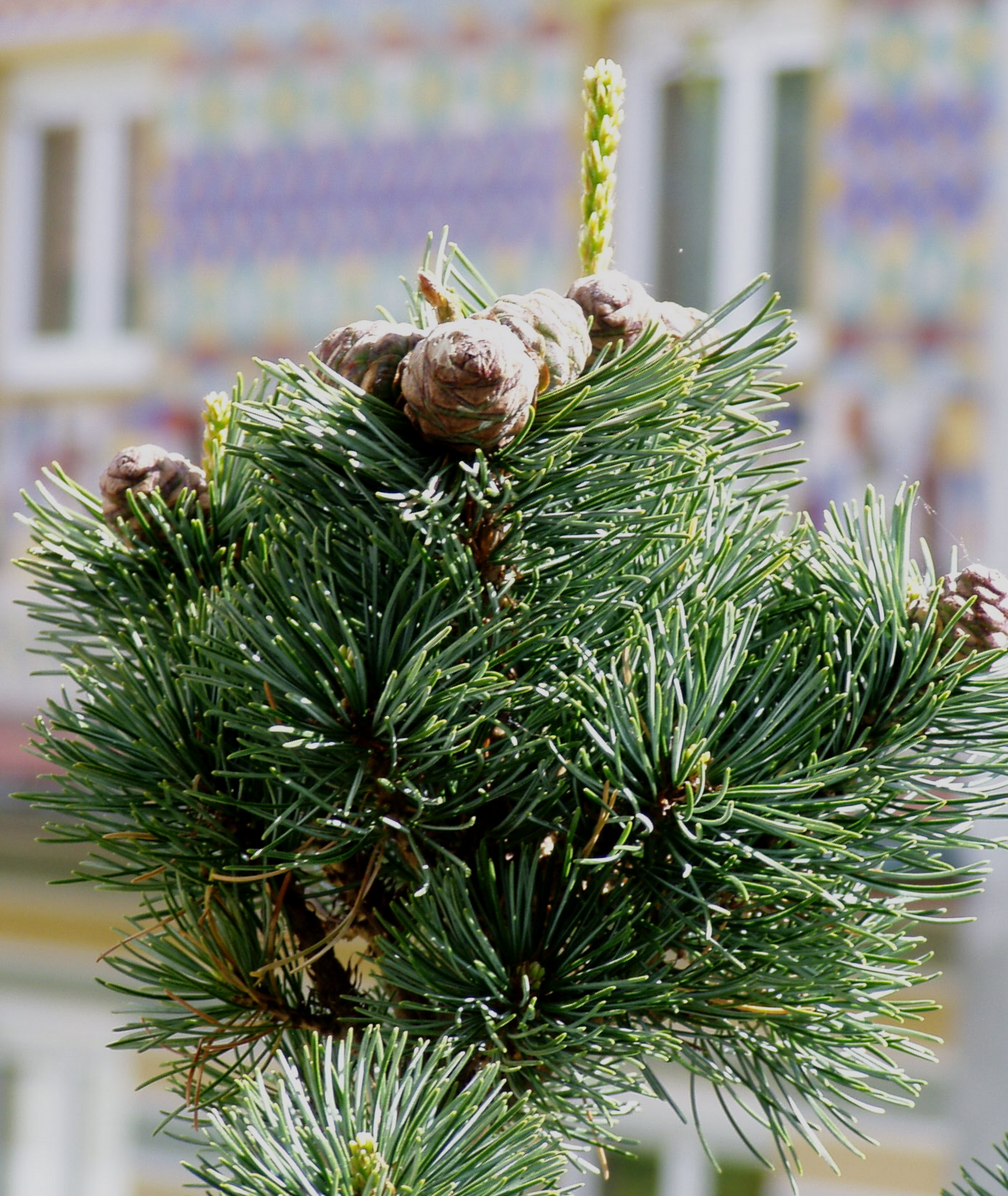
Zapfen

Die Mädchen-Kiefer (Pinus parviflora), auch als Japanische Fünfnadelige Kiefer (Pinus pentaphylla) bekannt, ist eine fünfnadelige Pflanzenart aus der Gattung der Kiefern (Pinus), in der Familie der Kieferngewächse (Pinaceae). Sie wurde 1846 in Europa eingeführt.

## Beschreibung

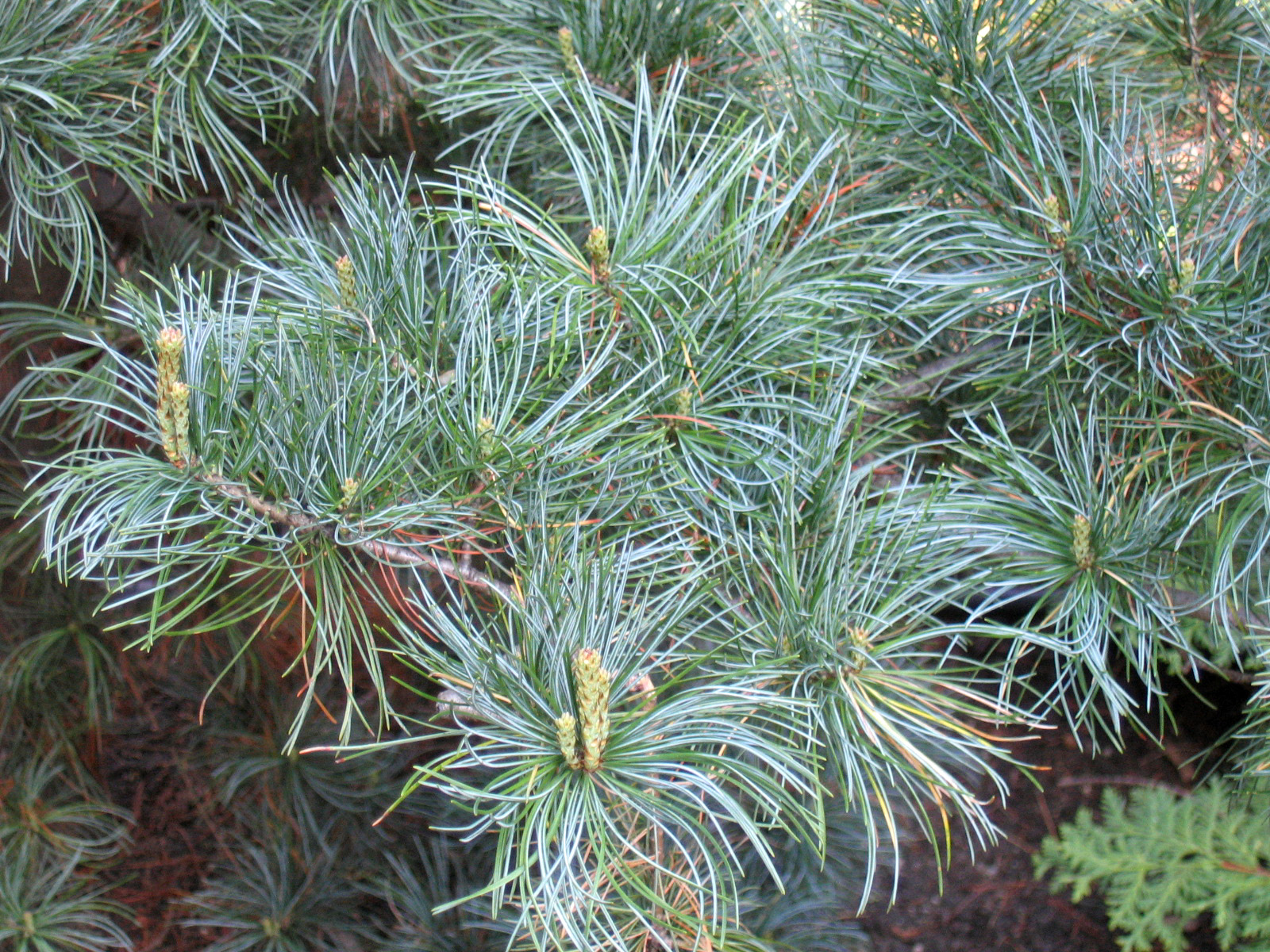
Pinus parviflora 'Glauca'

Sie wächst in ihrer Heimat als 15 bis 25 m hoher Baum und hat eine ausladende, dichte, konische Baumkrone. Bei alten Bäumen flacht sich die Krone oben ab und wächst unregelmäßig. Außerhalb ihrer Heimat wird die Mädchen-Kiefer meist nur 6 bis 8 m hoch. Die glatte Rinde der Jungbäume ist glänzend grau bis graubraun gefärbt. Die ältere Rinde verfärbt sich zu einem matten Grau, weist die für Kiefern typischen Längsrisse auf und löst sich schuppenförmig ab. Die jungen Zweige sind graugrün bis gelbbraun und feinflaumig oder unbehaart. Die Nadeln sind je nach Sorte blaugrün bis blaugrau, haben eine Länge von 5 bis 6 cm und stehen in Büscheln von fünf Stück.
Die Mädchen-Kiefer ist einhäusig getrenntgeschlechtig (monözisch), es kommen somit männliche und weibliche Zapfen auf einem Individuum vor. Die Pollen werden am Grund junger Langtriebe gebildet, anstelle von beblätterten Kurztrieben in den Achseln von Schuppenblättern.
Die männlichen Zapfen sind rosafarben, zirka 7 mm lang und längs der im selben Frühjahr ausgetriebenen jungen Zweige angeordnet. Sie bestäuben durch Windbestäubung andere Bäume.
Die an den Triebspitzen der jungen Zweige angeordneten 2 bis 3 cm langen, weiblichen Zapfen sind vor der Fremdbestäubung rot und quirlförmig angeordnet. Nach der Bestäubung dauert die Ausreifung zwei Jahre und dann werden die Samen freigegeben. Die befruchteten, eiförmigen Zapfen sind 4 bis 7 cm lang, zuerst grünbraun und dann braun und haben breite, abgerundete Schuppen. Die Samen sind 8 bis 11 mm lang, mit einem 2 bis 10 mm langen Flügel.
Die Chromosomenzahl beträgt 2n = 24.

## Verbreitung und Standort
Die Mädchen-Kiefer ist in Japan heimisch – dort goyō matsu (jap. 五葉松, „fünfblättrige Kiefer“) bzw. hime komatsu (姫小松, „Kleine Prinzessin-Kiefer“) genannt –, vor allem auf den Inseln Honshū, Shikoku und Kyushu in Höhen von 1300 bis 1800 m. Dort gibt es die Unterart Pinus parviflora subsp. pentaphylla im nördlichen Honshū und in Hokkaido. Sie wächst in der gemäßigten Zone, in regenreichen Gebieten (1000–3000 mm/Jahr), auf feuchten Böden und auf trockeneren, bis hin zu Podsol.
Auf Hokkaido findet man sie zusammen mit Färber-Erle, Kaiser-Birke, der Scheinbeere Gaultheria miqueliana, Herzblättriger Hainbuche, Zwerg-Kiefer (Pinus pumila), Japanische Lärche (Larix kaempferi), Japan-Eberesche (Sorbus commixta), Ermans Birke (Betula ermanii), Chinaschilf (Miscanthus sinensis), Sachalin-Staudenknöterich (Fallopia sachalinensis), dem Heidekrautgewächs Leucothoë grayana, Porst, Mongolische Eiche (Quercus mongolica), Rhododendron brachycarpum, Sachalin-Weide (Salix reinii), Dolden-Winterlieb, Actinidia arguta, Dornige Ölweide (Elaeagnus pungens), Shirasawas Fächer-Ahorn (Acer shirasawanum), Japanische Weinbeere (Rubus phoenicolasius), Japanische Pappel (Populus maximowiczii) und Siebolds Pappel (Populus sieboldii).

## Taxonomie und Systematik
Es gibt zwei Unterarten:
- Pinus parviflora subsp.  parviflora (Syn.: Pinus heterophylla C. Presl, Pinus himekomatsu Miyabe & Kudô): Sie kommt im zentralen und im südlichen Japan vor.[5]
- Pinus parviflora subsp.  pentaphylla (Mayr) Businský (Syn.: Pinus pentaphylla Mayr, Pinus parviflora var. pentaphylla (Mayr) A.Henry)[2]: Sie kommt im nördlichen und im zentralen Japan, auf den südlichen Kurilen und in Korea vor.[5]

Pinus parviflora wurde als eigenständige Art von Siebold & Zuccarini 1842 in ihrem Werk "Flora Japonica" Band 2, Seite 27 erstbeschrieben.
Synonyme für Pinus parviflora sind Pinus cembra var. japonica J.Nelson und Strobus parviflora (Siebold & Zucc.) Moldenke.

## Nutzung

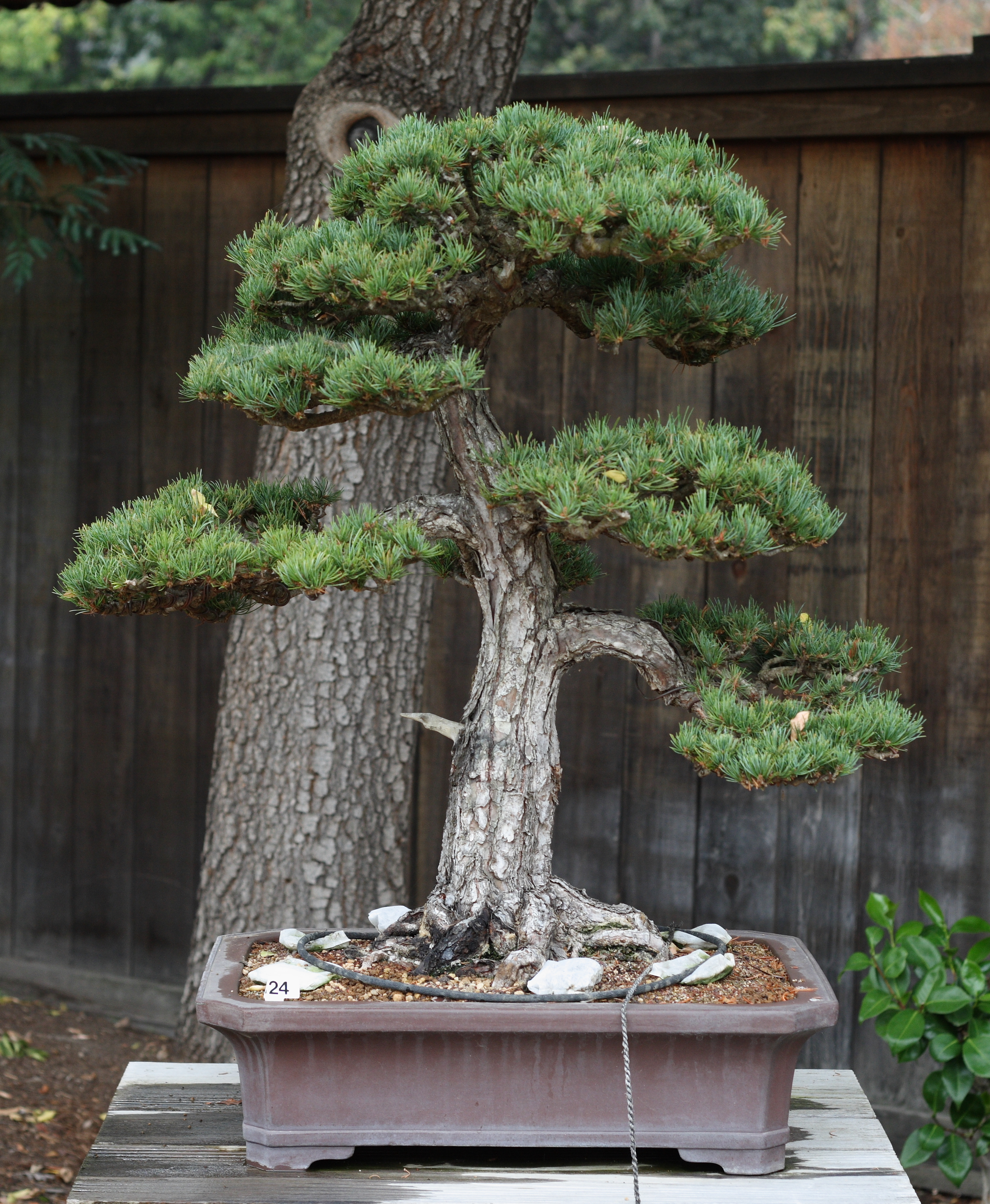
Bonsai

Die Mädchen-Kiefer ist ein beliebter Baum für Bonsai und ist auch als Gartenbaum außerhalb Japans beliebt. Bekannte Gartensorten sind:
- Blauer Engel: silbrigblaue Nadelfärbung, pyramidenförmiger Wuchs, in 15 Jahren Zuwachs von zirka 1,8 m in der Höhe und 1 m in der Breite
- Blue Giant: kräftige Triebe, zirka 2,20 m Höhen- und 1,10 m Breitenzuwachs in 10 Jahren
- Gimborn’s Ideal: blaugrüne Nadelfärbung, nach 15 Jahren bis 3,8 m Wuchshöhe
- Glauca: blauweiße Nadelfärbung, 5 bis 10 m maximale Wuchshöhe[7][8]
- Miyajim: Zwergmädchenkiefer, blaugrüne Nadelfärbung, zirka 60 cm Höhenwachstum in 10 Jahren
- Negishi: Zwergmädchenkiefer; breiter, kegelförmiger Wuchs bis 1 m in 10 Jahren, auch für Bonsaizucht, graublaue bis blaue Nadelfärbung[7]
- Saphir: bis 2 m Wuchshöhe, blaugrüne Nadelfärbung
- Tempelhof: bis 3 m Wuchshöhe, blaugrüne Nadelfärbung